# Günther Schmidt (Fußballspieler)
Günther Schmidt (* 6. Mai 1924 in Neumünster; † 16. November 2013) war ein deutscher Fußballspieler.

## Spielerkarriere
Schmidt begann elfjährig beim Sportverein Gut-Heil Neumünster mit dem Fußballspielen und wechselte – dem Jugendalter entwachsen – 1945 zum FC Union Neumünster, für den er von 1947 bis 1950 in der Landesliga Schleswig-Holstein Punktspiele bestritt.
Nach Nordrhein-Westfalen gelangt, bestritt er von 1950 bis 1957 für Alemannia Aachen in der Oberliga West, in einer von fünf Staffeln als höchste deutsche Spielklasse, 146 Punktspiele, in denen er 49 Tore erzielte. Beinahe wäre er mit seiner Mannschaft in die 2. Oberliga West abgestiegen, hätte seine Mannschaft nicht das Entscheidungsspiel um Platz 14 gegen Borussia M.gladbach mit 5:0 gewonnen und die anschließende Relegation zur Oberliga West nicht erfolgreich abgeschlossen. So blieb er bis zu seinem Karriereende der Spielklasse erhalten, in der mit Platz 3 in den Saisons 1951/52 und 1955/56 jeweils die beste Platzierung erreicht wurde.
Während seiner Vereinszugehörigkeit bestritt er 1952/53 alle sechs Spiele im DFB-Pokal-Wettbewerb, in dem er am 17. August 1952 in Herzogenrath beim 5:2-Erstrunden-Sieg über TuS Essen-West debütierte und zwei Tore erzielte. Nachdem er das am 5. Oktober 1952 gegen den 1. FC Nürnberg mit 3:3 ausgegangene Achtelfinale bestritten und seine Mannschaft das Wiederholungsspiel am 9. November mit 2:0, dank seiner beiden Tore, gewonnen hatte, zog er mit ihr über das am 1. März 1953 mit 3:1 gegen Hamborn 07 gewonnene Viertelfinale und das am 8. März mit 3:1 gegen Wormatia Worms gewonnene Halbfinale ins Finale ein. Dieses ging am 1. Mai 1953 im Düsseldorfer Rheinstadion gegen Rot-Weiss Essen jedoch mit 1:2 verloren; das Anschlusstor von Jupp Derwall in der 56. Minute war das einzige Tor, das seiner Mannschaft gelang.

## Trainerkarriere
1957 trainierte er die Eschweiler SG, danach den VfR Übach-Palenberg und zuletzt den im Alsdorfer Stadtteil beheimateten SC Kellersberg.

## Erfolge
- DFB-Pokal-Finalist 1953